# Final Fight 2
Final Fight 2 (ファイナルファイト2?, Fainaru Faito Tsū) è un videogioco del genere picchiaduro a scorrimento sviluppato e pubblicato nel 1993 da Capcom. Al contrario del precedente titolo Final Fight non è un videogioco arcade, ma è stato pubblicato per Super Nintendo Entertainment System.

## Trama
Mike Haggar, accompagnato dai suoi due amici Cody e Guy (i tre protagonisti del primo Final Fight), ha sradicato da Metro City la Mad Gear, permettendo il ristabilimento dell'ordine pubblico. Cody parte in vacanza con la fidanzata Jessica mentre Guy intraprende un percorso di allenamento nel ninjutsu. Nel frattempo però la Mad Gear sta per rilanciarsi sul sentiero di guerra guidata da un nuovo, potente capo. Un giorno Haggar riceve una richiesta d'aiuto di una ragazza, Maki, che lo informa del rapimento di sua sorella Rena, fidanzata di Guy, e del padre Genryusai da parte della più pericolosa che mai Mad Gear.
Haggar, affiancato anche dal coraggioso Carlos Miyamoto, uno studente aiutato in passato da lui e da Guy, aiuta Maki a ritrovare la sorella e il padre, viaggiando in tutta l'Eurasia.

## Modalità di gioco
Final Fight 2  non si discosta molto dal precedente Final Fight, aggiungendo, però, una modalità multigiocatore, non presente nella conversione per SNES del precedente titolo.
Tre sono i personaggi selezionabili: Haggar, il più potente, Carlos, equilibrato, e Maki, veloce ma più debole. Ogni personaggio ha delle mosse originali del proprio repertorio.
Non sono molte le differenze: il giocatore deve percorrere un percorso prestabilito e sconfiggere tutti i nemici che gli si pongono dinanzi, per poi arrivare al cospetto del boss di fine livello, molto più difficile da eliminare dei semplici scagnozzi.
Durante il tragitto è possibile rompere casse o barili in cui trovare ristorazioni (patatine fritte, tacchini, palle di riso, eccetera) e armi (coltelli, katane, mazze, eccetera).
Si può trovare, seppur raramente, un pupazzo dalle fattezze di Guy, che rilascerà una vita aggiuntiva, e uno con l'aspetto di Genryusai, che concede invece un'invincibilità temporanea.
Le ambientazioni spaziano da Hong Kong, Francia, Paesi Bassi, Inghilterra, Italia e Giappone.
Per ottenere il finale completo, bisogna terminare il gioco alla difficoltà esperto: un completamento con difficoltà differente determinerà un finale più breve.

## Differenze con la versione giapponese
Nella versione giapponese del gioco vi sono due nemici femmine, rispettivamente Mary ed Eliza, equipaggiate di coltello ed abili acrobati, che ricordano molto Poison e Roxy in Final Fight ma, a differenza di loro, sono femmine effettive e non transessuali. Nella versione americana e in quella europea, Mary ed Eliza sono state sostituite con Leon e Robert, due atleti. Il primo boss del gioco, inoltre, nella versione giapponese, usa una mannaia come arma; nella versione d'oltremanica l'arma è stata rimossa.

## Seguiti
Il seguito è Final Fight 3, dove appare ancora Mike Haggar tra i protagonisti.
Dei due nuovi protagonisti, solo Maki riappare come personaggio in futuro: apparirà nel Sakura Ganbaru! come rivale di Sakura Kasugano in Capcom vs. SNK 2, usando parte delle sue combinazioni d'attacco in Final Fight 2, in  Card Fighters 2 e Card Fighter DS.
La sua versione di Capcom vs. SNK 2 è stata anche riproposta nelle conversioni di Street Fighter Alpha 3 per Game Boy Advance e PlayStation Portable. Carlos apparirà solo come cameo in Capcom Fighting All-Stars nel finale di Alex.